# Saint-Martin-de-Mâcon
Saint-Martin-de-Mâcon è un comune francese di 323 abitanti situato nel dipartimento delle Deux-Sèvres nella regione della Nuova Aquitania.

## Società

### Evoluzione demografica
Abitanti censiti